# Генета звичайна
Генета звичайна (Genetta genetta) — вид хижих ссавців з родини Віверові (Viverridae). Широко розповсюджений вид, що зустрічається на північному краю Сахари (Марокко, Алжир, Туніс і Лівія), а потім на південь від Сахари, в східній Африці та в південній Африці. Також зустрічається в прибережних районах Саудівської Аравії, Ємену та Оману. Також вид введений в Португалію, Іспанію, Францію, Італію. Є також розсіяні записи присутності Genetta genetta в Бельгії, Швейцарії, Німеччині. Вид був записаний на висоті 2600 м у Високих Атласах Марокко і принаймні на висоті 3.000 м над рівнем моря в Ефіопському нагір'ї. Як правило, віддає перевагу всім видам лісистих місць проживання (листяних і вічнозелених), де часто асоціюється з річками та струмками, але широкого може бути знайдений в інших місцях проживання, де є відповідна здобич. Уникає повністю відкритих місць проживання, але може жити навіть у невеликих фрагментах лісу серед сільськогосподарських угідь або поблизу села і зазвичай відсутній у вологих лісах, щільних лісах і лісо-савановій вологій мозаїці (наприклад, лісі міомбо в Анголі). Не рідко були знайдені в безпосередній близькості від людей і людських будівель. Харчується в основному дрібними ссавцями, а також птахами, іншими дрібними хребетними, комахами та фруктами.

## Загрози та охорона
Серйозних загроз нема. В деяких місцевостях генет звичайних їдять люди, а також використовують частини тіла в лікувальних цілях. У Північній Африці (у Європі раніше також) на вид полюють, щоб використати його хутро для декоративних цілей. На Ібіці, генета знаходиться під загрозою втрати і фрагментації середовища проживання, викликаною урбанізацією та розвитком інфраструктури туризму. Присутній у багатьох охоронних районах по всьому ареалу.